# Cezaryna Wojnarowska
Cezaryna Wanda Wojnarowska (ps. Cezaryna, Wanda Kamińska, ur. 19 kwietnia?/1 maja 1861 w Kamieńcu Podolskim, zm. 15 kwietnia 1911 w Paryżu) – polska działaczka socjalistyczna.

## Życiorys
Pochodziła ze zubożałej rodziny szlacheckiej. Jej ojciec, Konstanty Wojnarowski, był asesorem sądowym. W 1877 ukończyła gimnazjum w Kiszyniowie i przeniosła się z rodziną do Petersburga, gdzie rozpoczęła naukę na Wyższych Kursach Pedagogicznych Wyszniegradzkiego. Po pewnym czasie przeniosła się na Kursy Medyczne dla Kobiet przy Wojskowej Akademii Medyko-Chirurgicznej. Uczęszczała też na niektóre wykłady Wyższych Kursów dla Kobiet im. Bestużewa – Riumina. Podczas nauki zetknęła się z działaczami socjalistycznymi, m.in. Aldoną Grużewską, Zygmuntem Heryngiem oraz Ludwikiem Waryńskim. Luźne początkowo kontakty, z czasem przemieniły się w stałą współpracę. W 1879 przeniosła się do Warszawy, gdzie zakładała nowe kółka robotnicze i (wespół z Ludwikiem Dziankowskim) przygotowywała literaturę propagandową i współorganizowała zebrania robotników. Utrudnieniem w jej pracy propagandowej była słaba znajomość języka polskiego w mowie, co nie było mile widziane przez polskich robotników. Jeszcze w 1879 została aresztowana i poddana wielomiesięcznemu śledztwu w X Pawilonie, które zakończyło się w więziennym szpitalu. 2 kwietnia 1880 skazano ją na rok więzienia w Warszawie i odesłanie do ojca, do Kiszyniowa. W więzieniu postanowiła wziąć ślub z poznanym podczas wcześniejszej działalności i także aresztowanym Stanisławem Rogalskim. Zezwolenie na zawarcie związku otrzymała już w czasie, gdy Rogalski był od trzech miesięcy w drodze na Syberię. Karę odbywała w warszawskim Arsenale wraz z Zofią Płaskowicką. W 1881 opuściła więzienie i pod eskortą policyjną udała się do Kiszyniowa. Nabyty w więzieniu reumatyzm leczyła w Odessie, gdzie nawiązała kontakt z miejscowym ruchem rewolucyjnym. Aresztowano ją ponownie podczas akcji ułatwiania ucieczki morskiej członkom "Narodnej Woli". Podczas śledztwa nie zebrano wystarczającej liczby dowodów by ją skazać, ale poddano ją dozorowi policyjnemu. Na wieść o powstaniu partii "Proletaryat" udała się nielegalnie do Warszawy, a następnie do Krakowa, gdzie po raz kolejny rozwinęła działalność rewolucyjną pod przybranym nazwiskiem Wandy Kamińskiej. W 1883 aresztowano ją ponownie i poddano czteromiesięcznemu śledztwu. Skazano ją tym razem na cztery miesiące więzienia i wydalenie z terenu Austro-Węgier. Od tego czasu żyła na emigracji. Jeszcze w 1883 odstawiono ją do granicy szwajcarskiej. Studiowała odtąd nauki społeczne i historię we Francji i Szwajcarii. W latach 1884–1889 była redaktorką Prześwitu i Walki Klas. Pisała też artykuły do pism socjalistycznych (polskich i europejskich). Za działalność polityczną została wydalona ze Szwajcarii i rozpoczęła w 1889 studia na wydziale historyczno-literackim Uniwersytetu Paryskiego. W latach 1900–1904 działała w SDKPiL, była przedstawicielką partii w Międzynarodowym Biurze Socjalistycznym oraz członkiem Komitetu Zagranicznego, będącego wówczas obok Zarządu Głównego organem kierowniczym. Przeciwniczka stanowiska Róży Luksemburg w kwestii narodowej. Jednocześnie działała społecznie, m.in. organizując pomoc dla byłych więźniów i emigrantów politycznych oraz współpracując z paryskim Czerwonym Krzyżem. Od 1911 wykładała na Kursie Nauk Społecznych. Zmarła na zawał serca 15 kwietnia 1911. Współpracowała m.in. z Julianem Marchlewskim, który po jej śmierci napisał wspomnienie zatytułowane Bojowniczka.
Pochowana została na cmentarzu Père-Lachaise w Paryżu.